# Jesse Timmermans
Jesse Timmermans (* 17. März 1989) ist ein ehemaliger niederländischer Tennisspieler.

## Karriere
Jesse Timmermans spielte nur wenige Profi-Turniere. Im Einzel datiert sein einziges Match auf Ende Juni 2017, wo er das Viertelfinale des Futures, der drittklassigen Turnierkategorie, in Breda erreichte. Im Doppel war Timmermans etwas aktiver. 2015 erhielt er in Scheveningen eine Wildcard für das Doppelfeld. An der Seite von Tim van Terheijden verloren sie ihr Auftaktspiel. Bei seinem dritten Profiturnier 2017 erreichte er das Finale eines Futures.
2018 gelang es Timmermans sich in einem internen niederländischen Ausscheidungsturnier mit 128 Spielern für eine Wildcard im Doppel für das ATP-World-Tour-Turnier in Rotterdam zu qualifizieren. Neben Jasper Smit verlor er zum Auftakt gegen Robin Haase und Matwé Middelkoop mit 2:6, 4:6. In der Tennisweltrangliste war Timmermans bislang lediglich außerhalb der Top 1000 platziert. Mitte 2018 spielte er sein letztes Turnier.
Timmermans spielt außerdem auf regionaler Ebene Tennis beim LTK Moyland in der Niederrhein-Liga.